# Idionyx optatus
Idionyx optatus – gatunek ważki z rodziny Synthemistidae. Stwierdzony w północno-wschodnich Indiach (w stanie Meghalaya), Tajlandii i Laosie; prawdopodobnie występuje w Mjanmie, być może także w Wietnamie czy Kambodży.